# Cantonul Prahecq
Cantonul Prahecq este un canton din arondismentul Niort, departamentul Deux-Sèvres, regiunea Poitou-Charentes, Franța.

## Comune
| Comune                    | Populație (1999) | Cod poștal | Cod INSEE |
| ------------------------- | ---------------- | ---------- | --------- |
| Aiffres                   | 5.169            | 79230      | 79003     |
| Brûlain                   | 674              | 79230      | 79058     |
| Fors                      | 1.673            | 79230      | 79125     |
| Juscorps                  | 359              | 79230      | 79144     |
| Prahecq                   | 2.082            | 79230      | 79216     |
| Saint-Martin-de-Bernegoue | 776              | 79230      | 79273     |
| Saint-Romans-des-Champs   | 176              | 79230      | 79294     |
| Vouillé                   | 3.214            | 79230      | 79355     |